# Abuta spicata
Abuta spicata là một loài thực vật có hoa trong họ Biển bức cát. Loài này được (Thunb.) Triana & Planch. mô tả khoa học đầu tiên năm 1862.